# Varlaam (okręg Giurgiu)
Varlaam – wieś w Rumunii, w okręgu Giurgiu, w gminie Adunații-Copăceni. W 2011 roku liczyła 616 mieszkańców.